# Fuerte Tiuna
El Fuerte Tiuna (más formalmente Complejo Militar de Fuerte Tiuna) es el nombre que recibe una de las instalaciones militares más reconocidas de la ciudad de Caracas y de Venezuela.
Allí funcionan importantes instituciones de diverso tipo, como la sede del Ministerio del Poder Popular para la Defensa, la EFOFAC, La Comandancia General del Ejército, Polígono de Tiro El Libertador, el Centro de Alimentación del ejército, el Círculo Militar de Caracas, El Paseo Los Procéres, el Batallón Bolívar, la Residencia La Viñeta (Residencia oficial del Vicepresidente) y algunas dependencias de la Academia militar de Venezuela.
Se localiza entre las Parroquias Coche y El Valle, ambas al sur del Municipio Libertador y al suroeste del Distrito Metropolitano de Caracas, al centronorte de Venezuela.
Debido a su gran extersión alberga no solo estructuras militares sino también espacios deportivos, urbanísticos, culturales, financieros, etc, destaca el Complejo Ciudad Tiuna un complejo de miles de viviendas construido bajo el auspicio del Ministerio de Hábitat y Vivienda y las Residencias Carlos Raúl Villanueva asignadas a personal civil y militar, entre otros ministros, magistrados y altos personeros del Ministerio público.
Es bordeada en gran parte de su superficie por la Autopista Regional del Centro y la Autopista Valle Coche.

## Galería

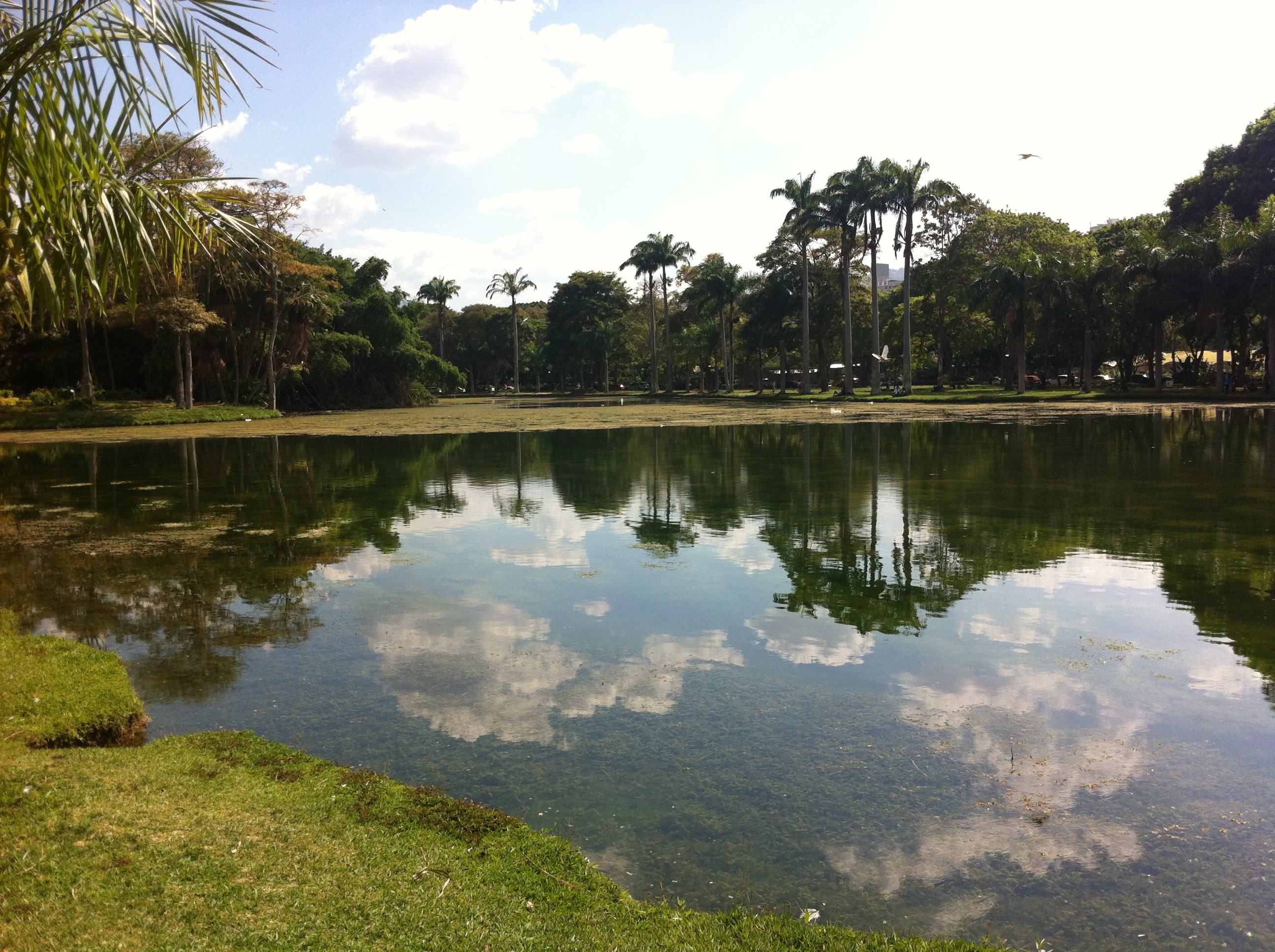
Laguna de Fuerte Tiuna.
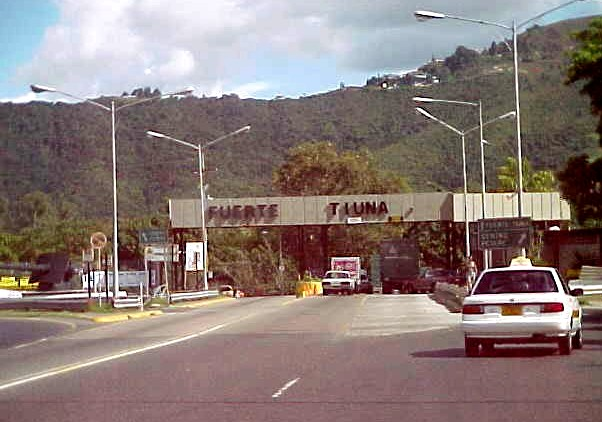
Una de las entradas a Fuerte Tiuna.
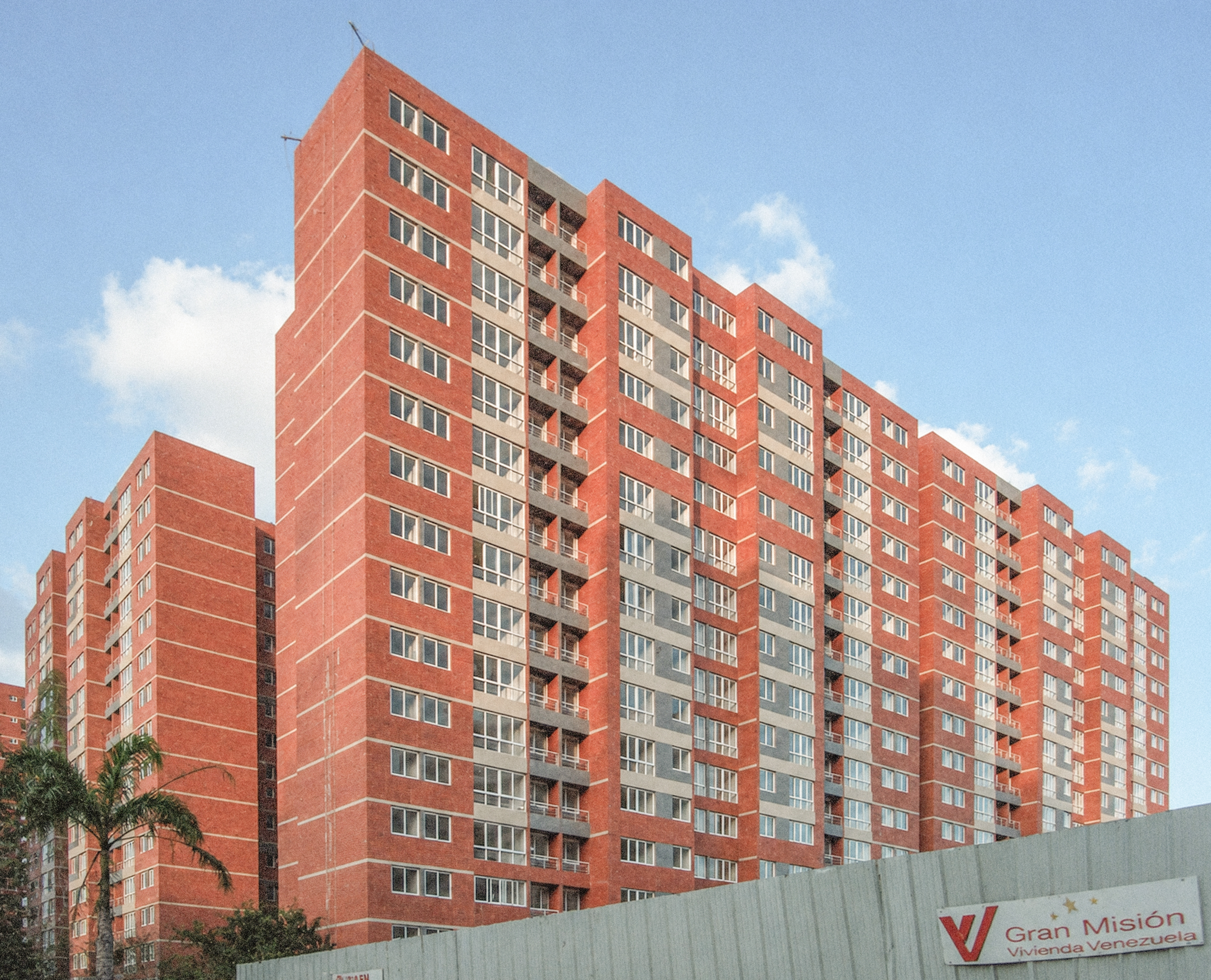
Ciudad Tiuna, complejo de Viviendas.
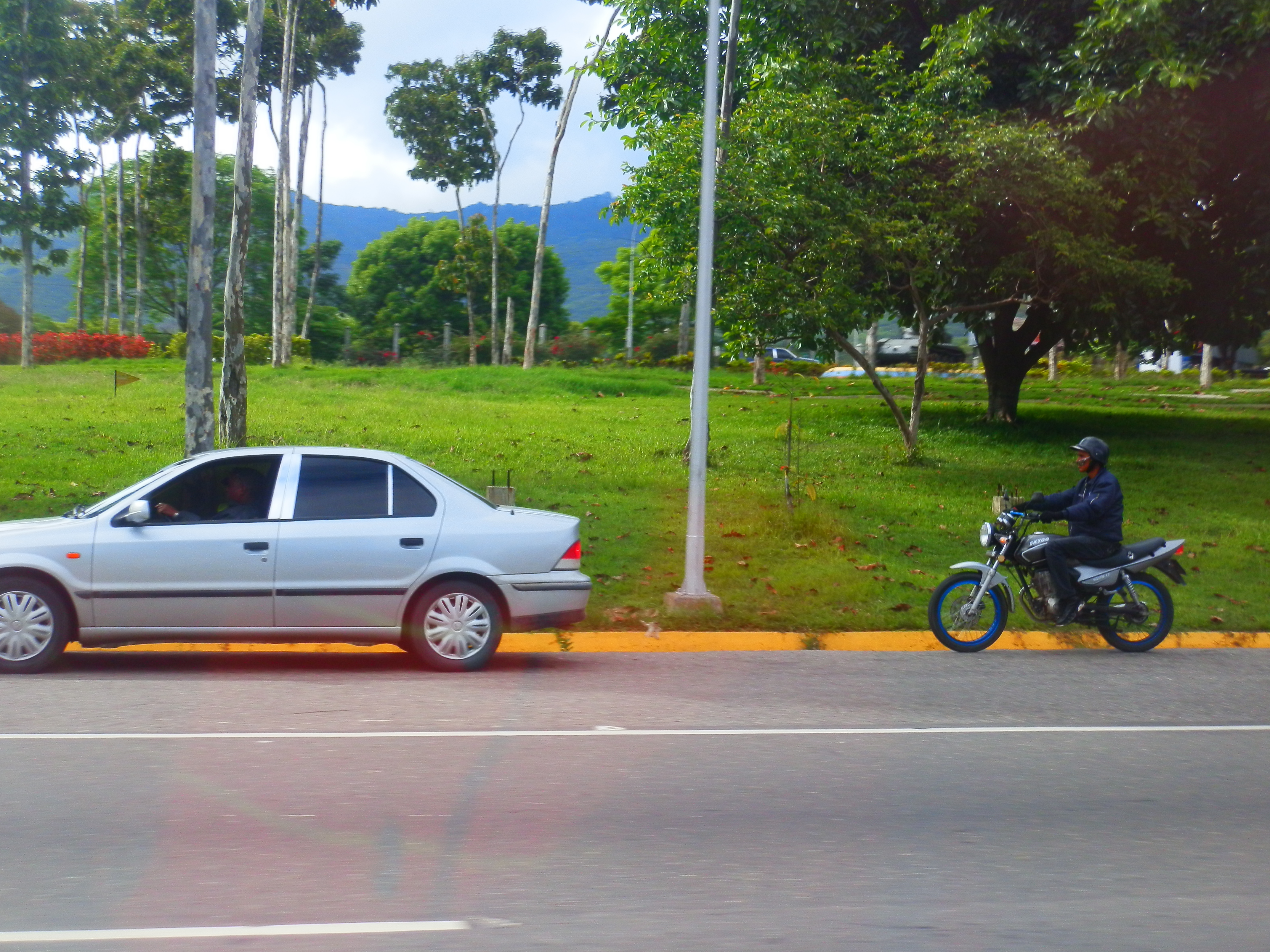
Parques en la autopista Valle-Coche, a la altura de Fuerte Tiuna.
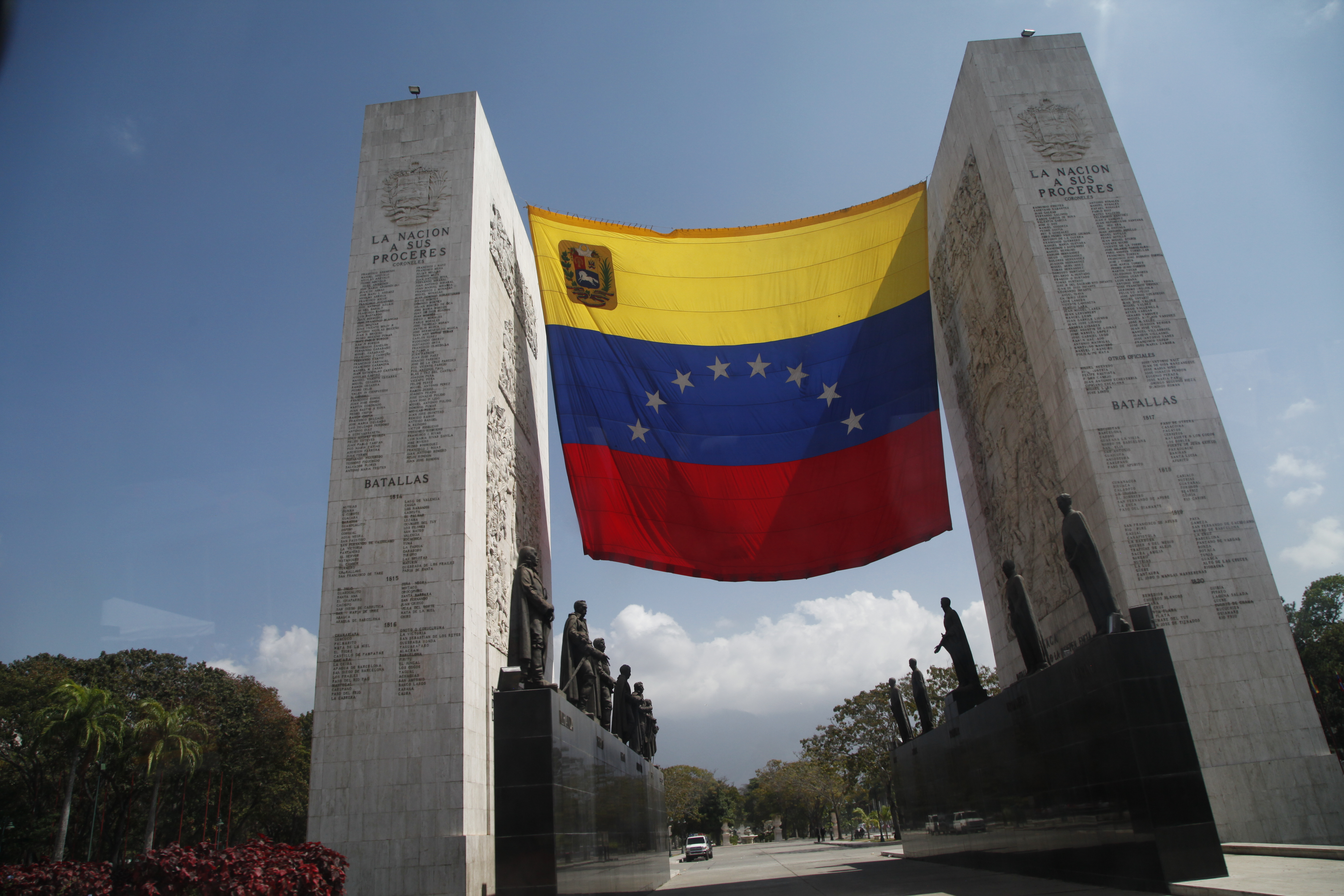
Paseo Los Próceres, Fuerte Tiuna.